# Kulika
Kulika - Кулика (rus) - és un khútor del krai de Krasnodar, a Rússia. Es troba al delta del riu Kuban, a 11 km al sud de Poltàvskaia i a 67 km al nord-oest de Krasnodar. Pertany al khútor de Trudobelikovski.